# Coelioxys albifrons
Coelioxys albifrons là một loài Hymenoptera trong họ Megachilidae. Loài này được Friese mô tả khoa học năm 1917.